# Foucaults pendel (roman)
Foucaults pendel (italienska: Il pendolo di Foucault) är en roman av den italienske författaren Umberto Eco. Den gavs ut på italienska 1988.
Romantiteln refererar till principen om foucaultpendel. Historien handlar om en bokförläggare som fått vetskap om en ockult sammansvärjning.